# Continuous data protection
Pour l’article homonyme, voir CDP.
Le continuous data protection (CDP) est une solution ou une technique permettant la protection des données.
Le principe est de capturer la moindre modification de données d’un système de stockage primaire pour la copier (juste la modification) vers un autre système de stockage entièrement séparé et ce à travers un réseau. Une sauvegarde de toute modification effectuée sur une application, un fichier, une partie de fichier, ou un bloc est faite, et l'informatique garde plusieurs versions des données pour une période de temps prédéfinie.
Les produits CDP tournent soit sur un serveur, soit sur un appareil en réseau (appliance). Tous les deux enregistrent les écritures sur les disques primaires composant le système à protéger. Les modifications sont copiées localement dès qu'elles apparaissent, et stockées à côté, dans une log ou un journal dédié qui enregistre les changements effectués avec une datation.
Différentes versions des données sont alors automatiquement sauvegardées vers un centre de données, ou un site de reprise d'activité (disaster recovery), soit immédiatement, soit selon une période prédéterminée, qui varie selon l’importance de la valeur des données en question pour l’entreprise.
Le principe de CDP a fait l'objet d'un brevet déposé en 1989 par Peter B. Malcolm, et propriété de la société Computer Associates.